# إيفيلين أندرهيل
إيفلين أندرهيل (بالإنجليزية: Evelyn Underhill)‏ (6 ديسمبر 1875 -15 يونيو 1941 م)، كاتبة وداعية سلامية أنجلو كاثوليكية، عُرفت بأعمالها العديدة المتعلقة بالدِين والممارسة الروحية، خاصة التصوف المسيحي.
برزت أعمالها عن التصوف المسيحي كأكثر الأعمال قراءةً في الدول الناطقة بالإنجليزية في النصف الأول من القرن العشرين. حقق كتابها الشهير بعنوان التصوف عام 1911 نجاحًا منقطع النظير، لم يضاهيه سوى كتاب الفلسفة الخالدة لألدوس هكسلي عام 1946.

## سيرتها

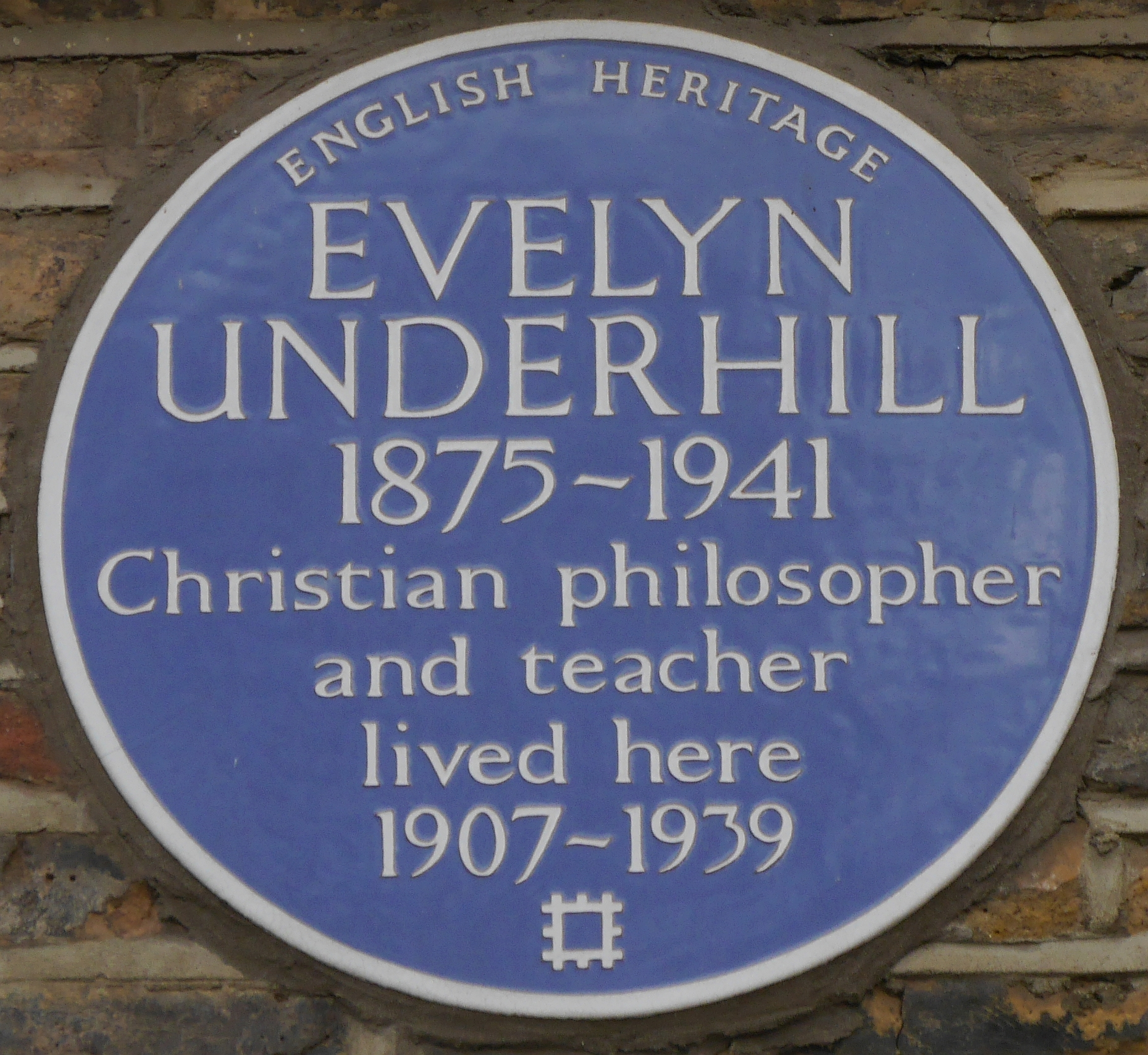
لوحة زرقاء من إيفلين أندرهيل 50 كامبدن هيل سكوير

وُلدت أندرهيل في ولفرهامبتون. كانت شاعرة وروائية وسلامية ومتصوفة. باعتبارها طفلةً وحيدةً لأهلها، وصفت إيفيلين بواكير أفكارها الصوفية بأنها «تجارب مفاجئة على مستوى الواقع السلمي المتسق -مثل صحراء ساكنة من التصوف- حيث لم توجد تعددية ولا حاجة إلى التفسير». أضحى معنى هذه التجارب سعيًا أبديًا ومصدر قلق شخصي، ما دفعها إلى البحث والكتابة.
كان كل من والدها وزوجها كاتبين (في القانون)، ومحامين بالقضاء العالي في لندن، وأصحاب يخوت. ترعرعت هي وزوجها هيوبرت ستيوارت مور معًا، وتزوجا في 3 يوليو 1907، ولم يُنجبا أطفالًا. سافرت بصورة منتظمة داخل أوروبا، وخاصة سويسرا وفرنسا وإيطاليا، حيث تابعت اهتماماتها بالفن والكاثوليكية، وزارت العديد من الكنائس والأديرة. لم يشاركها زوجها (البروتستانتي) أو والداها اهتمامها في الأمور الروحية.
سُميت أندرهيل ببساطة «السيدة مور» من قبل العديد من صديقاتها، لكنها تخلت عن هذا اللقب في غياب منتقديها.[بحاجة لمصدر] استمرت بالتأليف دون كلل أو ملل ونشرت أكثر من 30 كتابًا مستخدمةً اسمها قبل الزواج في بعض الأحيان، واسمها المستعار جون كورديلير في أحيان أخرى، كما كان الحال في كتاب الطريق الملتف عام 1912. كانت في البداية لاأدرية، ثم ظهر تدريجيًا اهتمامها بالأفلاطونية المحدثة، ومالت من تلك النقطة إلى الكاثوليكية، غير مكترثة بمعارضة زوجها، لتغدو في نهاية المطاف أنجلو كاثوليكية بارزة. كان البارون فريدريش فون هيغل مرشدها الروحي بين عامي 1921 و1924، والذي قدّر كتاباتها جلّ التقدير لكن صبّ اهتمامه على نزعتها التصوفية، إذ شجعها على تبني اتجاه أكثر مسيحيةً تعارض مع النظرة الألوهية والفكرية التي حملتها سابقًا. وصفته بأنه «صاحب أجمل شخصية .. حمل صفات الطهارة والصدق والعقلانية والتسامح» (كروبر، صفحة 44)، ودفعها أيضًا إلى القيام بأنشطة خيرية حملت سمة التواضع. اتجهت كتاباتها بعد وفاة مرشدها الروحي عام 1925، إلى التركيز أكثر على الروح القدس وباتت عضوًا بارزًا في الكنيسة الأنجليكانية كأُرْخُن في الخلوات الروحية، ومرشدة روحية لمئات الأفراد، وضيفة متحدثة، ومحاضرة إذاعية، ومؤيدة للصلاة التأملية.
بلغت أندرهيل سن الرشد في العصر الإدواردي، تحديدًا في مطلع القرن العشرين، وامتلكت رغبات رومانسية حالها حال معظم معاصريها. ضمت عوامل الإثارة الهائلة في تلك الأيام بصورة غامضة كلًا من الجوانب الروحانية، والنفسية، والخفية، والصوفية، والقرون الوسطى، وتقدم العلم، وتمجيد الفن، وإعادة اكتشاف النسوية، والشهوانية المتجردة من الخجل، والجانب الأكثر أبدية، الجانب «الروحاني» (أرمسترونغ، ص. 13 -الرابع عشر). بدت الأنجليكانية غير ملائمة لعالمها. بحثت عن مركز الحياة كما تصورتها هي وكثر من جيلها، ليس في ظل دين الدولة، بل في الخبرة والقلب. شهد عصر «الروح» تساهلًا مفاجئًا مع المحرمات الاجتماعية ما ولّد إحساسًا كبيرًا بالتحرر الشخصي والرغبة في الحصول على إل دورادو، وهو أمر احتقره الجيل الأكبر سناً الذي اتّسم بالكآبة وانعدام الأحاسيس.
كطفلة وحيدة لأهلها، كرّست أندرهيل نفسها لوالديها، ولاحقًا لزوجها. كانت حياتها نموذجًا عن حياة ابنة أحد محامي القضاء العالي وزوجة محامٍ آخر، إذ اشتركت في الأعمال الترفيهية والخيرية التي انطوت عليها هذه الحياة، واتبعت نظامًا يوميًا شمل الكتابة والبحث والعبادة والصلاة والتأمل. كانت قدسية الحياة إحدى البديهيات الأساسية بالنسبة لها، لأن هذا ما تمحور «سر التجسد» حوله.
كانت إيفيلين إحدى قريبات فرانسيس أندرهيل، أسقف باث وويلز.

## وصلات خارجية
- إيفيلين أندرهيل على موقع الموسوعة البريطانية (الإنجليزية)

- رابطة إيفيلين أندرهيل (بالإنجليزية)
- مؤلفات إيفيلين أندرهيل في مشروع غوتنبرغ
- أعمال أو نبذة عن إيفيلين أندرهيل على أرشيف الإنترنت
- أعمال إيفيلين أندرهيل في ليبري فوكس